# Place Émile-Landrin
La place Émile-Landrin est une voie située dans le quartier du Père-Lachaise du 20e arrondissement de Paris.

## Situation et accès
La place Émile-Landrin est desservie à proximité par les lignes 3 et 3 bis à la station Gambetta.

## Origine du nom

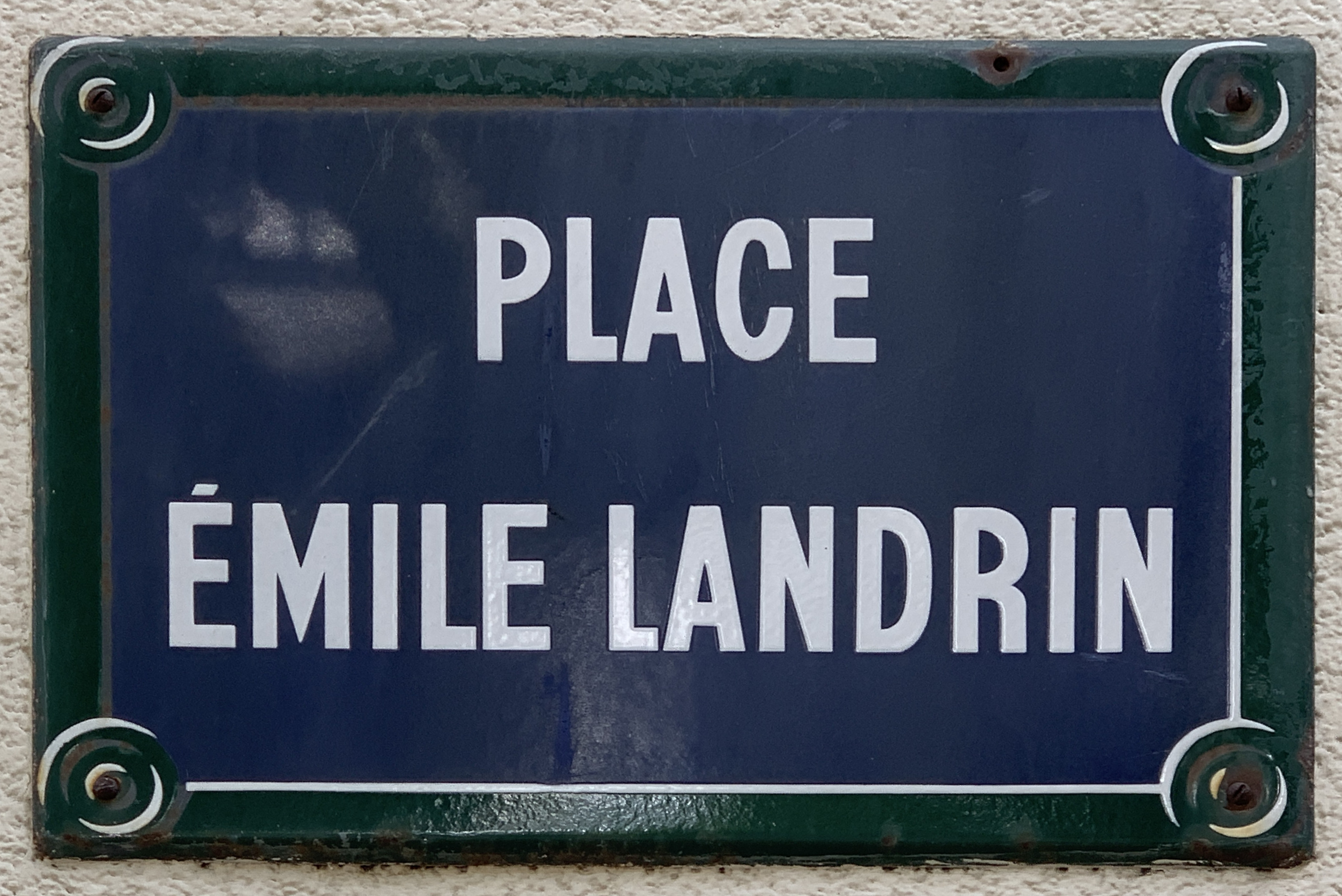
Plaque de la place.

Elle doit son nom au conseiller municipal Émile Landrin (1841-1914), qui donna également son nom à la rue Émile-Landrin.

## Historique
Cette place est créée sous sa dénomination actuelle par un décret du 15 octobre 1921 sur l'emprise de la rue du Cher et de la rue Malte-Brun qui la bordent.